# 가시마진구역
가시마 신궁 역(일본어: 鹿島神宮駅 카시마진구우에키[*])은 일본 이바라키현 가시마시에 위치한 철도역이다.

## 타는 곳
| 1 | ■ 오아라이카시마 선 | 가시마 사커 스타디움(임시승강장)·신호코타·오아라이·미토 방면                            |
| 2 | ■ 가시마선          | 이타코·사와라·나리타·지바·도쿄·시나가와·요코하마 방면 (나리타선·소부 쾌속선·요코스카선) |

## 역세권 정보
- 가시마 신궁(걸어서 10분정도)
- 국도 제51호선

## 역사
- 1970년 8월 20일: 영업 개시.

## 인접역
| 동일본 여객철도 ■ 가시마 선 | 동일본 여객철도 ■ 가시마 선 | 동일본 여객철도 ■ 가시마 선    |
| --------------------------- | --------------------------- | ------------------------------ |
| 노부카타 사와라 방면        |                             | 가시마 사커 스타디움 미토 방면 |